# World Poker Tour (stagione 14)
Di seguito sono elencati i risultati della quattordicesima stagione del World Poker Tour (2015-2016).

## Risultati

### Canadian Spring Championship
- Casino: Playground Poker, Kahnawake
- Buy-in: $3,500
- Data:  1 - 6 Maggio 2015
- Iscritti: 370
- Montepremi totale: C$1,148,480
- Giocatori premiati: 45

| Piazzamento | Nome            | Premio    |
| ----------- | --------------- | --------- |
| 1°          | Sheraz Nasir    | C$255,408 |
| 2°          | Lu Zhang        | C$166,402 |
| 3°          | Levi Stevens    | C$106,820 |
| 4°          | Gary Lucci      | C$79,130  |
| 5°          | Trevor Delaney  | C$59,340  |
| 6°          | Dylan Wilkerson | C$47,470  |

### WPT Amsterdam
- Casino: Holland Casino, Amsterdam
- Buy-in: €3,300
- Data: 11 - 16 Maggio 2015
- Iscritti: 341
- Montepremi totale: €992,310
- Giocatori premiati: 45

| Piazzamento | Nome                  | Premio   |
| ----------- | --------------------- | -------- |
| 1°          | Farid Yachou          | €201,000 |
| 2°          | Steve Warburton       | €150,000 |
| 3°          | Kees van Brugge       | €90,000  |
| 4°          | Fredrik Andersson     | €68,000  |
| 5°          | Joep van den Bijgaart | €51,000  |
| 6°          | Jason Wheeler         | €41,260  |

### WPT Choctaw
- Casino: Choctaw Casino Resort, Durant
- Buy-in: $3,700
- Data: 31 Luglio - 4 Agosto 2015
- Iscritti: 1,175
- Montepremi totale: $3,989,125
- Giocatori premiati: 145

| Piazzamento | Nome           | Premio   |
| ----------- | -------------- | -------- |
| 1°          | Jason Brin     | $682,975 |
| 2°          | Andy Hwang     | $468,105 |
| 3°          | Darren Elias   | $303,593 |
| 4°          | Jake Schindler | $224,913 |
| 5°          | Mina Greco     | $167,691 |
| 6°          | Alex Lynskey   | $135,504 |

### Legends of Poker
- Casino: The Bicycle Hotel and Casino, Bell Gardens
- Buy-in: $3,700
- Data:  29 Agosto - 4 Settembre 2015
- Iscritti: 786
- Montepremi totale: $2,630,349
- Giocatori premiati: 72

| Piazzamento | Nome           | Premio   |
| ----------- | -------------- | -------- |
| 1°          | Mike Shariati  | $675,942 |
| 2°          | Freddy Deeb    | $383,090 |
| 3°          | Brent Roberts  | $251,035 |
| 4°          | Aaron Kweskin  | $168,664 |
| 5°          | Stan Jablonski | $117,673 |
| 6°          | Craig Chait    | $91,523  |

### Borgata Poker Open
- Casino: Borgata Hotel Casino & Spa, Atlantic City
- Buy-in: $3,500
- Data:  20 - 25 Settembre 2015
- Iscritti: 1,027
- Montepremi totale: $3,287,427
- Giocatori premiati: 100

| Piazzamento | Nome             | Premio   |
| ----------- | ---------------- | -------- |
| 1°          | David Paredes    | $723,227 |
| 2°          | James Gilbert    | $434,598 |
| 3°          | Joe Kuether      | $262,994 |
| 4°          | Maurice Hawkins  | $220,258 |
| 5°          | Jerry Payne      | $180,808 |
| 6°          | Roman Valerstein | $146,291 |

### WPT Maryland Live
- Casino: Maryland Live! Casino, Hanover
- Buy-in: $3,500
- Data: 25 - 29 Settembre 2015
- Iscritti: 337
- Montepremi totale: $1,063,000
- Giocatori premiati: 36

| Piazzamento | Nome                | Premio   |
| ----------- | ------------------- | -------- |
| 1°          | Aaron Mermelstein   | $250,222 |
| 2°          | Xin Wang            | $164,765 |
| 3°          | Andjelko Andrejevic | $105,981 |
| 4°          | Greg Merson         | $78,449  |
| 5°          | Cate Hall           | $58,890  |
| 6°          | Ken Holmes          | $47,091  |

### Emperors Palace Poker Classic
- Casino: Emperors Palace Hotel Casino, Johannesburg
- Buy-in: $3,600
- Data: 29 Ottobre - 1 Novembre 2015
- Iscritti: 135
- Montepremi totale: $312,030
- Giocatori premiati: 15

| Piazzamento | Nome          | Premio   |
| ----------- | ------------- | -------- |
| 1°          | Ben Cade      | $100,000 |
| 2°          | Mark Lifman   | $57,685  |
| 3°          | Aaron Overton | $37,417  |
| 4°          | Nipun Java    | $25,724  |
| 5°          | Diana Svensk  | $19,800  |
| 6°          | Dean Doucha   | $15,435  |

### WPT UK
- Casino: Dusk Till Dawn Poker & Casino, Nottingham
- Buy-in: £2,200
- Data: 3 - 8 Novembre 2015
- Iscritti: 450
- Montepremi totale: £1.000.000
- Giocatori premiati: 54

| Piazzamento | Nome              | Premio   |
| ----------- | ----------------- | -------- |
| 1°          | Iaron Lightbourne | £200.000 |
| 2°          | Craig McCorkell   | £140.000 |
| 3°          | Fraser Bellamy    | £90.000  |
| 4°          | Andrew Seden      | £65.000  |
| 5°          | Russell Betts     | £50.000  |
| 6°          | Chi Zhang         | £40.000  |

### Bestbet Poker Scramble
- Casino: Bestbet Jacksonville, Jacksonville (Florida)
- Buy-in: $5.000
- Data: 6 - 10 Novembre 2015
- Iscritti: 412
- Montepremi totale: $1.915.800
- Giocatori premiati: 53

| Piazzamento | Nome            | Premio   |
| ----------- | --------------- | -------- |
| 1°          | Tyler Patterson | $375.270 |
| 2°          | Benjamin Zamani | $252.267 |
| 3°          | Stan Jablonski  | $162.210 |
| 4°          | Marvin Karlins  | $119.957 |
| 5°          | Ryan Dunn       | $90.057  |
| 6°          | Jake Schwartz   | $72.153  |

### WPT Montreal
- Casino: Playground Poker Club, Kahnawake, Québec
- Buy-in: $3.850
- Date: 13 - 19 Novembre 2015
- Iscritti: 697
- Montepremi totale: $2.366.315
- Giocatori premiati: 81

| Piazzamento | Nome           | Premio (CAD) |
| ----------- | -------------- | ------------ |
| 1°          | Jared Mahoney  | $453.122     |
| 2°          | Darryll Fish   | $304.343     |
| 3°          | Rainer Kempe   | $195.940     |
| 4°          | Brian Altman   | $144.780     |
| 5°          | Carter Swidler | $108.410     |
| 6°          | A.J. Gambino   | $87.520      |

### WPT Praga
- Casino: King's Casino Praga, Praga
- Buy-in: €3.300
- Date: 1 - 6 Dicembre 2015
- Iscritti: 256
- Montepremi totale: €730.340
- Giocatori premiati: 27

| Piazzamento | Nome                 | Premio   |
| ----------- | -------------------- | -------- |
| 1°          | Javier Gomez         | €175.000 |
| 2°          | Pavel Plesuv         | €120.000 |
| 3°          | Fahredin Mustafov    | €77.500  |
| 4°          | Pedro Marques        | €57.400  |
| 5°          | Abdelkader Benhalima | €43.000  |
| 6°          | Henrik Hecklen       | €34.100  |

### Five Diamond World Poker Classic
- Casino: Bellagio Casino, Las Vegas
- Buy-in: $10.400
- Date: 14 - 19 Dicembre, 2015
- Iscritti: 639
- Montepremi totale: $6,198,300
- Giocatori premiati: 63

| Piazzamento | Nome          | Premio     |
| ----------- | ------------- | ---------- |
| 1°          | Kevin Eyster  | $1.587.382 |
| 2°          | Bill Jennings | $929.745   |
| 3°          | Ben Yu        | $607.433   |
| 4°          | Jake Schwartz | $412.187   |
| 5°          | Cate Hall     | $291.320   |
| 6°          | Eddie Ochana  | $226.238   |

### Borgata Winter Poker Open
- Casino: The Borgata, Atlantic City
- Buy-in: $3.500
- Date: 31 Gennaio - 5 Febbraio 2016
- Iscritti: 1.171
- Montepremi totale: $3.748.371
- Giocatori premiati: 110

| Piazzamento | Nome                | Premio   |
| ----------- | ------------------- | -------- |
| 1°          | Chris Leong         | $816.246 |
| 2°          | Rafael Yaraliyev    | $487.288 |
| 3°          | Liam He             | $297.995 |
| 4°          | Joe McKeehen        | $249.267 |
| 5°          | Yevgeniy Timoshenko | $206.160 |
| 6°          | Matthew Wantman     | $166.803 |

### Fallsview Poker Classic
- Casino: Fallsview Casino, Ontario
- Buy-in: $5.000
- Date: 21 - 24 Febbraio 2016
- Iscritti: 423
- Montepremi totale: $1.907.544
- Giocatori premiati: 54

| Piazzamento | Nome              | Premio (CAD) |
| ----------- | ----------------- | ------------ |
| 1°          | David Ormsby      | $383.407     |
| 2°          | Robert Forbes     | $268.773     |
| 3°          | Derek Verrian     | $172.823     |
| 4°          | Mike Bui          | $127.805     |
| 5°          | Soren Turkewitsch | $95.949      |
| 6°          | Thomas Archer     | $76.874      |

### L.A. Poker Classic
- Casino: Commerce Casino, California
- Buy-in: $10.000
- Date: 27 Febbraio - 3 Marzo 2016
- Iscritti: 515
- Montepremi totale: $4,944,000
- Giocatori premiati: 63

| Piazzamento | Nome             | Premio     |
| ----------- | ---------------- | ---------- |
| 1°          | Dietrich Fast    | $1.000.800 |
| 2°          | Mike Shariati    | $656.540   |
| 3°          | Alex Keating     | $423.890   |
| 4°          | Sam Soverel      | $316.440   |
| 5°          | Farid Jattin     | $238.070   |
| 6°          | Anthony Spinella | $191.250   |

### Bay 101 Shooting Star
- Casino: Bay 101, San Jose
- Buy-in: $7.500
- Date: 7 - 11 Marzo 2016
- Iscritti: 753
- Montepremi totale: $5.138.800
- Giocatori premiati: 72

| Piazzamento | Nome                | Premio     |
| ----------- | ------------------- | ---------- |
| 1°          | Stefan Schillhabel  | $1.298.000 |
| 2°          | Adam Geyer          | $752.800   |
| 3°          | Bryan Piccioli      | $493.350   |
| 4°          | Andjelko Andrejevic | $331.500   |
| 5°          | Griffin Paul        | $231.310   |
| 6°          | Maria Ho            | $179.930   |

### WPT Rolling Thunder
- Casino: Thunder Valley Casino Resort, Lincon
- Buy-in: $3.500
- Date: 12-16 Marzo 2016
- Iscritti: 409
- Montepremi totale: $1.308.800
- Giocatori premiati: 46

| Piazzamento | Nome             | Premio   |
| ----------- | ---------------- | -------- |
| 1°          | Harrison Gimbel  | $275.112 |
| 2°          | Mohsin Charania  | $192.132 |
| 3°          | Russell Garrett  | $123.682 |
| 4°          | Markus Gonsalves | $91.616  |
| 5°          | Hafiz Khan       | $68.712  |
| 6°          | Derek Wolters    | $54.970  |

### WPT Vienna
- Casino: Montesino, Vienna
- Buy-in: €3.300
- Date: 15-20 Marzo 2016
- Iscritti: 234
- Montepremi totale: €680.940
- Giocatori premiati: 27

| Piazzamento | Nome                  | Premio   |
| ----------- | --------------------- | -------- |
| 1°          | Vlad Darie            | €170.800 |
| 2°          | Zoltan Gal            | €109.340 |
| 3°          | Matthew Davenport     | €70.800  |
| 4°          | Dietrich Fast         | €52.450  |
| 5°          | Dominik Bosnjak       | €39.360  |
| 6°          | Georgios Zisimopoulos | €31.500  |

### Seminole Hard Rock Poker Showdown
- Casino: Seminole Hard Rock Casino, Hollywood
- Buy-in: $3.500
- Date: 14-20 Aprile 2016
- Iscritti: 1.222
- Montepremi totale: $3.910.400
- Giocatori premiati: 153

| Piazzamento | Nome           | Premio   |
| ----------- | -------------- | -------- |
| 1°          | Justin Young   | $669.161 |
| 2°          | Garrett Greer  | $458.722 |
| 3°          | Hyoung Chae    | $297.336 |
| 4°          | Matthew Haugen | $220.207 |
| 5°          | Tim Reilly     | $164.113 |
| 6°          | Ben Tarzia     | $132.560 |

### Seminole Hard Rock Poker Finale
- Casino: Seminole Hard Rock Casino, Hollywood
- Buy-in: $10.000
- Date: 17-21 Aprile 2016
- Numero iscritti: 342
- Montepremi totale: $3.249.000
- Giocatori premiati: 43

| Piazzamento | Nome            | Premio   |
| ----------- | --------------- | -------- |
| 1°          | David Rheem     | $705.885 |
| 2°          | Aditya Prasetyo | $484.130 |
| 3°          | Richard Leger   | $311.305 |
| 4°          | Adrián Mateos   | $200.510 |
| 5°          | William Benson  | $154.585 |
| 6°          | Bryan Piccioli  | $127.905 |

### WPT Tournament of Champions
- Casino: Seminole Hard Rock Casino, Hollywood
- Buy-in: $15.400
- Date: 22-24 Aprile 2016
- Numero iscritti: 64
- Montepremi totale: $1.060.000
- Giocatori premiati: 8

| Piazzamento | Nome             | Premio   |
| ----------- | ---------------- | -------- |
| 1°          | Farid Yachou     | $381.600 |
| 2°          | Vlad Darie       | $224.190 |
| 3°          | Michael Mizrachi | $140.450 |
| 4°          | Jonathan Jaffe   | $95.400  |
| 5°          | Noah Schwartz    | $74.200  |
| 6°          | Darren Elias     | $58.300  |